# Erba, Como
Erba (tên trước đây là Erba-Incino) là một đô thị có khoảng 17.000 dân ở tỉnh Como trong vùng Lombardia. Đô thị này tọa lạc cách 40 kilômét (25 mi) về phía bắc của Milano và khoảng 10 kilômét (6 mi) về phía đông của Como.
Erba giáp các đô thị: Albavilla, Caslino d'Erba, Castelmarte, Eupilio, Faggeto Lario, Longone al Segrino, Merone, Monguzzo, Ponte Lambro, Proserpio.

## Thành phố kết nghĩa
- Fellbach, Đức
- Tain-l'Hermitage, Pháp
- Tournon-sur-Rhône, Pháp
- Cortale, Italia